# Leptine

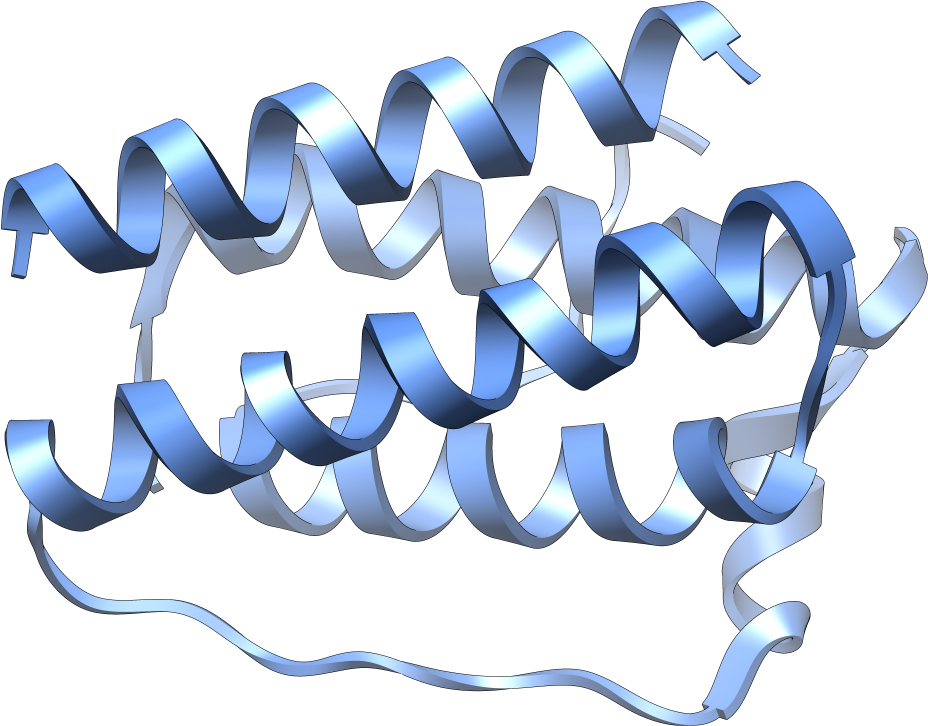
Leptine

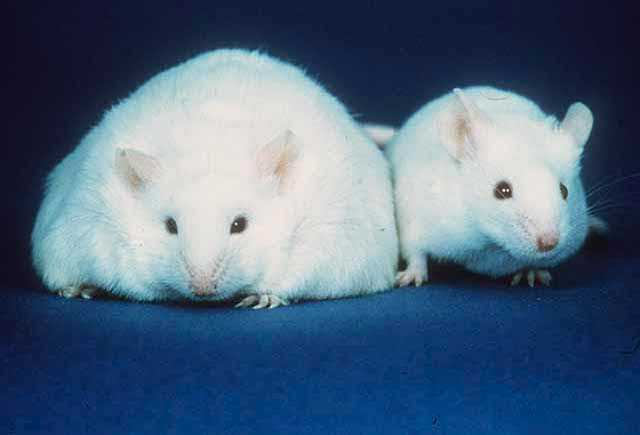
Muis met onwerkzame leptinereceptoren en een normale muis

Leptine is een peptidehormoon dat van nature in het menselijk lichaam aanwezig is en een rol speelt bij de regulatie van verzadiging. 
Leptine heeft een molecuulgewicht van 16 kilo-Dalton. Het grijpt op vele punten in het lichaam aan (pleiotropisch).
Leptine is voor het eerst ontdekt bij muizen. Bij deze muizen was door een mutatie de receptor voor leptine op de celmembranen onwerkzaam geworden. Deze muizen, die al in de jaren 50 werden beschreven, bleken nauwelijks verzadiging te krijgen bij eten - ze bleven maar dooreten - en ook hun stofwisseling werd zuiniger. Het effect hiervan was dat deze muizen veel dikker werden dan muizen met wel werkende leptinereceptoren. Hierom werden ze 'ob-muizen' genoemd (van obesitas, vetzucht), en muizen met twee ob-genen zijn dus ob/ob-muizen. In de jaren '90 van de twintigste eeuw werd het hormoon ontdekt en het mechanisme van de defecte receptor beschreven. 
Leptine grijpt bij de mens aan op ten minste zes verschillende receptoren. Bij de mens wordt het polypeptide leptine afgegeven door vetcellen in de vetdepots. Leptine bereikt via het bloed de hersenen en stimuleert na actieve passage van de bloed-hersenbarrière het verzadigingscentrum. Hierdoor zal het hongergevoel afnemen. 
Dit hormoon werd daarom oorspronkelijk gezien als een "hongerhormoon". Hoe meer leptine er in het bloed circuleert, hoe meer verzadigd men zich voelt. Het hormoon wordt hoofdzakelijk afgescheiden door wit vetweefsel, maar recent is ook gebleken dat er in andere delen van het lichaam productie plaatsvindt. Bij mensen werkte het toedienen van leptine veel minder goed als middel om af te vallen dan bij (normale) muizen, die in een paar dagen 40% van hun gewicht konden verliezen.
Van leptine zijn inmiddels vele functies beschreven, onder meer energieregulerende effecten en het is ook betrokken bij ontstekingsreacties.
Het tegengesteld werkend hormoon is ghreline dat het hongergevoel opwekt.